# DESS
Диплом о специальном высшем образовании (фр. Diplôme d'études supérieures spécialisées) — диплом в системе высшего образования Франции, который подтверждает прохождение специализированного курса обучения сроком в один год, следующего за maîtrise (предполагающей 4 года обучения после школы), вслед за которым у выпускника начинается профессиональная карьера.
В ходе реформы дипломов во Франции в рамках Болонского процесса, DESS постепенно заменяется степенью мастера (магистра) профессии.